# Paleosuchus
Genre
Paleosuchus est un genre de caïmans, des crocodiliens de la famille des Alligatoridae

## Répartition
Les deux espèces de ce genre se rencontrent dans le bassin amazonien de l'Amérique du Sud.

## Liste des espèces
Selon The Reptile Database (14 juil. 2011) :
- Paleosuchus palpebrosus (Cuvier, 1807) — Caïman nain de Cuvier
- Paleosuchus trigonatus (Schneider, 1801) — Caïman de Schneider ou Caïman hérissé

## Publication originale
- Gray, 1862 : A Synopsis of the Species of Alligators. Annals and Magazine of Natural History, ser. 3, vol. 10, n. 35, p. 327-331 (texte intégral).